# Electronica (mässa)
Electronica är Europas största mässa för elektronikbranschen. Den hålls i november vart annat år i München, Tyskland.
Electronica 2006, den 22:a i ordningen, ägde rum 14-17 november 2006. Den hade 2 961 utställare och över 77 000 besökare från 124 olika länder på en yta av 152 000 m².